# Mike Falberg
Mike Falberg est un ancien joueur américain de tennis. Il a remporté le tournoi junior de l'US Open 1980.

## Biographie
Il a remporté le tournoi junior de l'US Open en 1980 et s'est suicidé en 1981.